# Juni 1982
Portal Geschichte | Portal Biografien | Aktuelle Ereignisse | Jahreskalender | Tagesartikel

◄ |
19. Jahrhundert |
20. Jahrhundert
| 21. Jahrhundert

◄ |
1950er |
1960er |
1970er |
1980er
| 1990er | 2000er | 2010er | ►

◄ |
1978 |
1979 |
1980 |
1981 |
1982
| 1983 | 1984 | 1985 | 1986 | ►

◄ |
März 1982 |
April 1982 |
Mai 1982 |
Juni 1982 |
Juli 1982 |
August 1982 |
September 1982 |
►
Dieser Artikel behandelt aktuelle Nachrichten und Ereignisse im Juni 1982.

## Tagesgeschehen

### Dienstag, 1. Juni 1982
- Helsinki/Finnland: Die städtischen Verkehrsbetriebe starten den Betrieb der Hauptlinie der Metro Helsinki. Die erste U-Bahn in Finnland ist gleichzeitig die nördlichste der Welt.[1]

### Mittwoch, 2. Juni 1982
- Quintana Roo/Mexiko: Die Atlantische Hurrikansaison 1982 beginnt, als sich das Tiefdruckgebiet Alberto an der Küste der Yucatán-Halbinsel zum Tropischen Sturm verstärkt. Dieser bewegt sich auf Kuba zu.[2]

### Donnerstag, 3. Juni 1982
- Atlantik: Die „Operation Black Buck 6“ (deutsch „Operation Schwarzer Bock 6“) der Luftstreitkräfte des Vereinigten Königreichs endet nahe der Falklandinseln mit dem Beschuss des britischen Bombers durch das argentinische Militär. Die Besatzung des getroffenen Flugzeugs vom Typ Vulcan entscheidet sich gegen eine Notwasserung und bittet Brasilien um Landeerlaubnis. Die brasilianischen Luftstreitkräfte geleiten die britische Maschine zum Flugplatz Galeào bei Rio de Janeiro, beschlagnahmen die nicht abgeworfene Bombe und internieren die Besatzung.[3]

### Freitag, 4. Juni 1982
- Versailles/Frankreich: Die Gruppe der Sieben trifft sich zum Weltwirtschaftsgipfel. Im Mittelpunkt steht die wirtschaftliche Rezession in den Vereinigten Staaten. Während der US-Leitzins im zweistelligen Bereich gehalten wird, häufen sich die Firmenpleiten.[4]

### Sonntag, 6. Juni 1982

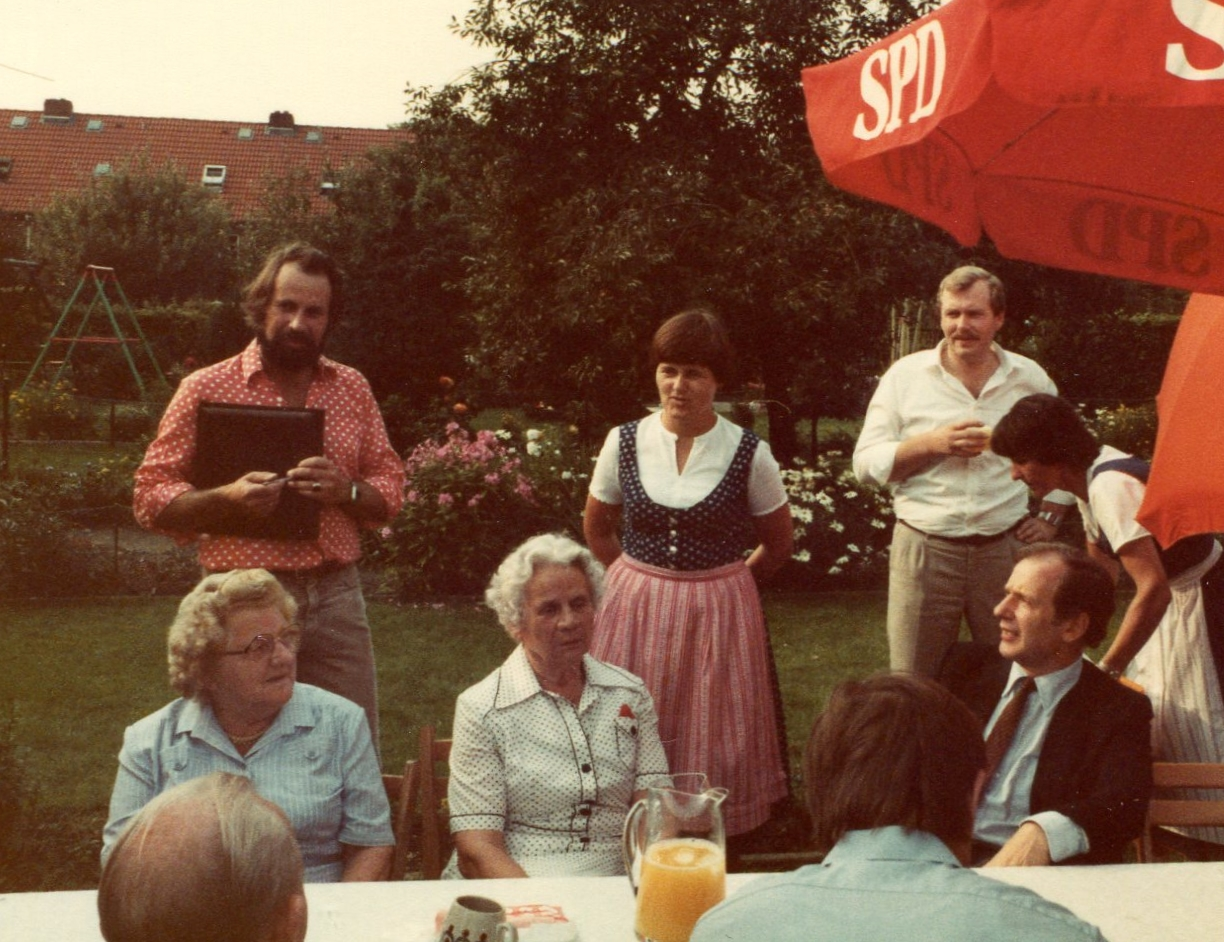
Klaus von Dohnanyi bei Hamburger Bürgern zu Gast

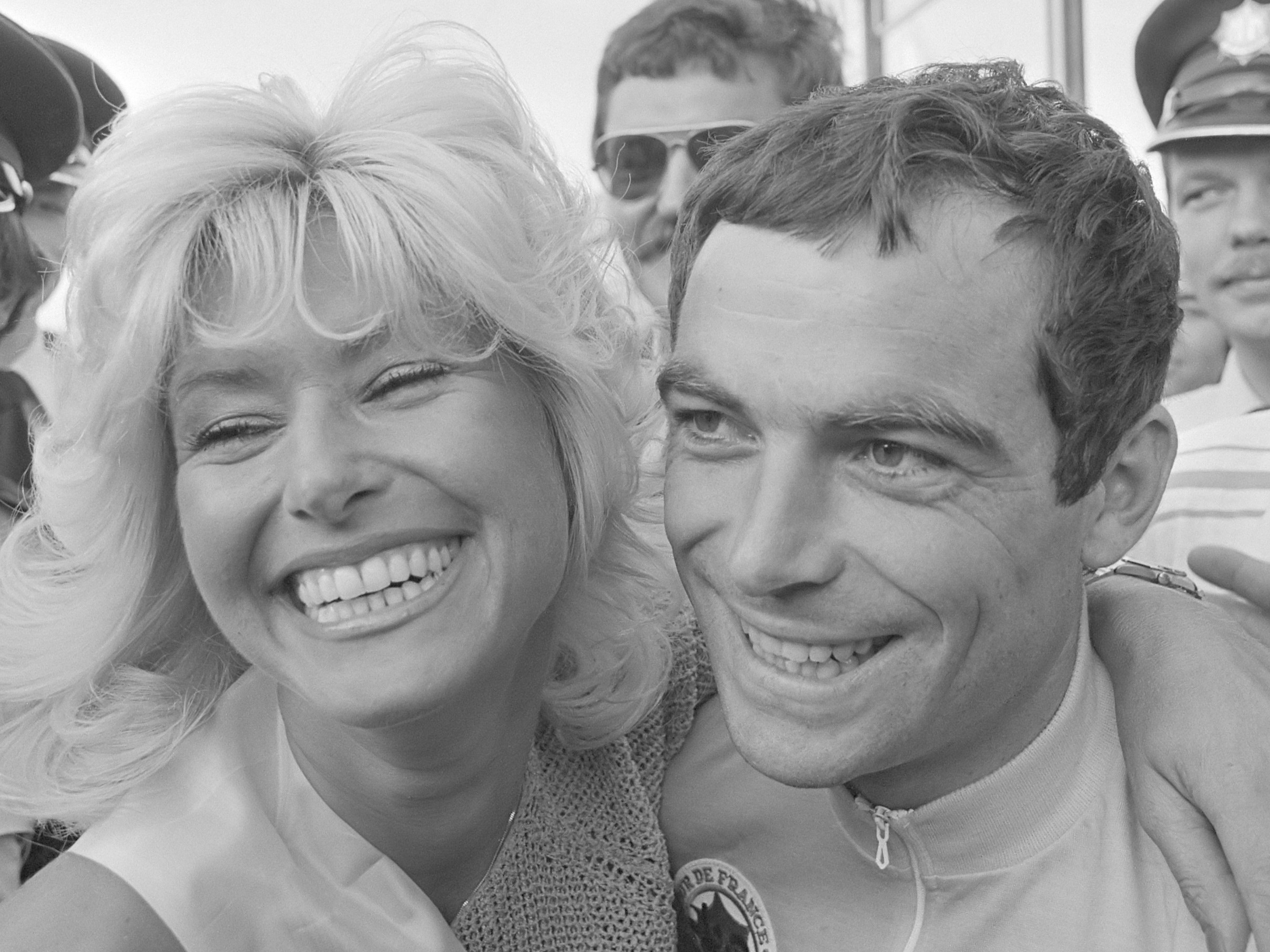
Bernard Hinault (rechts)

- Bern/Schweiz: Die Teilnehmer einer Volksabstimmung votieren gegen ein geplantes Ausländergesetz (AuG) und für die vorgeschlagene Revision des Strafgesetzes. Das AuG verfolgte die Absicht, die in verschiedenen Erlassen festgehaltenen Bestimmungen über Ausländer zu bündeln, die Revision des Strafgesetzes verschärft u. a. die Strafen für Freiheitsberaubung und Entführung.[5]
- Hamburg/Deutschland: Bei der Bürgerschaftswahl wird die CDU mit Zugewinnen von 5,6 % gegenüber 1978 stärkste Partei. Ihr Stimmenanteil liegt bei 43,2 % und damit 0,5 % höher als der Anteil der SPD mit dem Ersten Bürgermeister Klaus von Dohnanyi an der Spitze. Die Grün-Alternative Liste überspringt mit 7,7 % erstmals die 5-%-Hürde. Für eine Regierungsmehrheit muss eine große, eine schwarz-grüne oder eine rot-grüne Koalition geschlossen werden. Keine dieser Optionen hat ausreichend Befürworter, es entstehen Hamburger Verhältnisse.[6]
- Libanon: Die Streitkräfte Israels beginnen einen Vormarsch vom Südlibanon auf den westlichen Teil der libanesischen Hauptstadt Beirut, um dort die unlängst aus dem Süden des Landes vertriebenen Kämpfer der Palästinensischen Befreiungsorganisation unter Führung von Jassir Arafat anzugreifen.[7]
- New York/Vereinigte Staaten: Bei der 36. Verleihung des Tony Awards werden Zoe Caldwell und Roger Rees jeweils für die beste Leistung in einer Hauptrolle in einem Theaterstück ausgezeichnet.[8]
- Turin/Italien: Bernard Hinault gewinnt die 65. Ausgabe des Rad-Etappenrennens Giro d’Italia. Erstmals gewann der Franzose die Rundfahrt vor zwei Jahren.[9]
- Versailles/Frankreich: Die Gruppe der Sieben geht am Schlusstag des jährlichen Weltwirtschaftsgipfels ohne Vereinbarungen, die der Ankurbelung der Weltwirtschaft dienen könnten, auseinander. Die Europäer kritisieren den hohen Leitzinssatz in den Vereinigten Staaten und die Amerikaner haben Vorbehalte gegen die von Europa forcierten Erdöl-Importe aus der Sowjetunion. Einig sind sich Amerikaner und Europäer jedoch beim Projekt für Wettersatelliten mit polarer Umlaufbahn zur Klimabeobachtung.[10]

### Montag, 7. Juni 1982

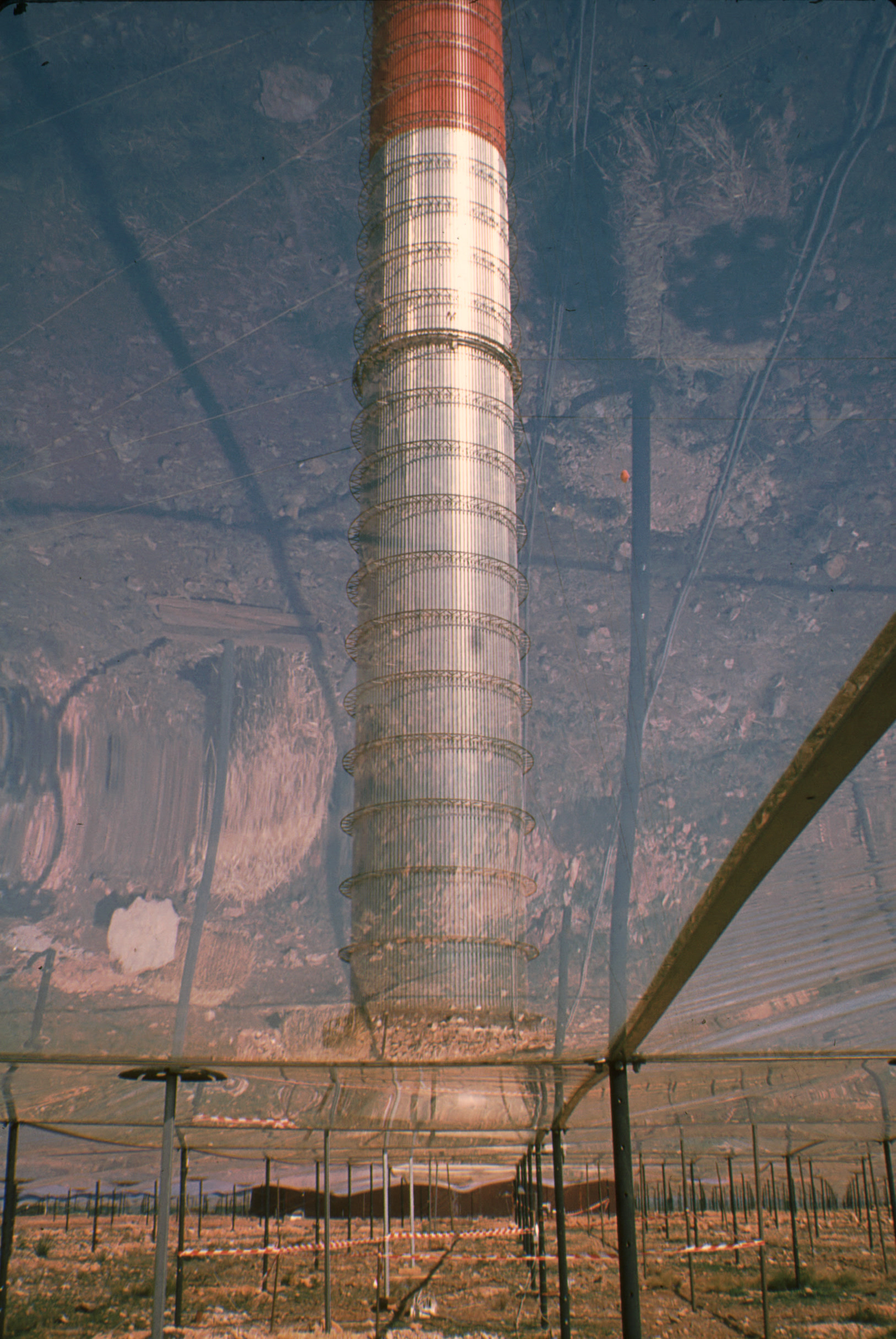
Aufwindkraftwerk-Prototyp

- Manzanares/Spanien: Das erste Aufwindkraftwerk der Welt geht in Betrieb, es dient der Erforschung der Energieversorgung ohne Ausbeutung von Erdgas-, Erdöl-, Holz- oder Kohlevorkommen. Wenn aufsteigende warme Luft in dem 200 m hohen Kamin der Anlage eine Turbine in Bewegung setzt, erzeugt deren Rotation elektrischen Strom.[11]
- Memphis/Vereinigte Staaten: Priscilla Presley, die Witwe des Rock-’n’-Roll-Idols Elvis Presley, macht fünf Jahre nach dem Tod des Entertainers das einstige Anwesen des Ehepaars der Öffentlichkeit zugänglich. Für jeweils 5 US-Dollar Eintritt können täglich 3.000 Touristen die „Graceland Mansion“ in Augenschein nehmen.[12]
- N'Djamena/Tschad: In dem seit über zwei Jahrzehnten völkerrechtlich souveränen Subsahara-Staat vollzieht sich erneut ein Machtwechsel, als die so genannten „Rebellen“ der Streitkräfte des Nordens unter dem neuen Präsidenten Hissène Habré fast ohne Gegenwehr die Hauptstadt N’Djamena aus den Händen der Rebellengruppe FROLINAT übernehmen. In den 1970er Jahren war Habré noch Mitglied der FROLINAT.[13]

### Mittwoch, 9. Juni 1982
- Nairobi/Kenia: Die Entdemokratisierung des ostafrikanischen Staats wird juristisch abgesichert durch einen Zusatzartikel zur Verfassung, der die Gründung politischer Parteien verbietet, so dass die regierende Afrikanische Nationalunion die allein zulässige Partei ist und bleibt.[14]
- Zürich/Schweiz: Der Grasshopper Club Zürich wird Schweizer Fussballmeister 1982 durch einen 5:1-Heimsieg am letzten Spieltag gegen den FC Vevey Sports 05.[15]

### Donnerstag, 10. Juni 1982

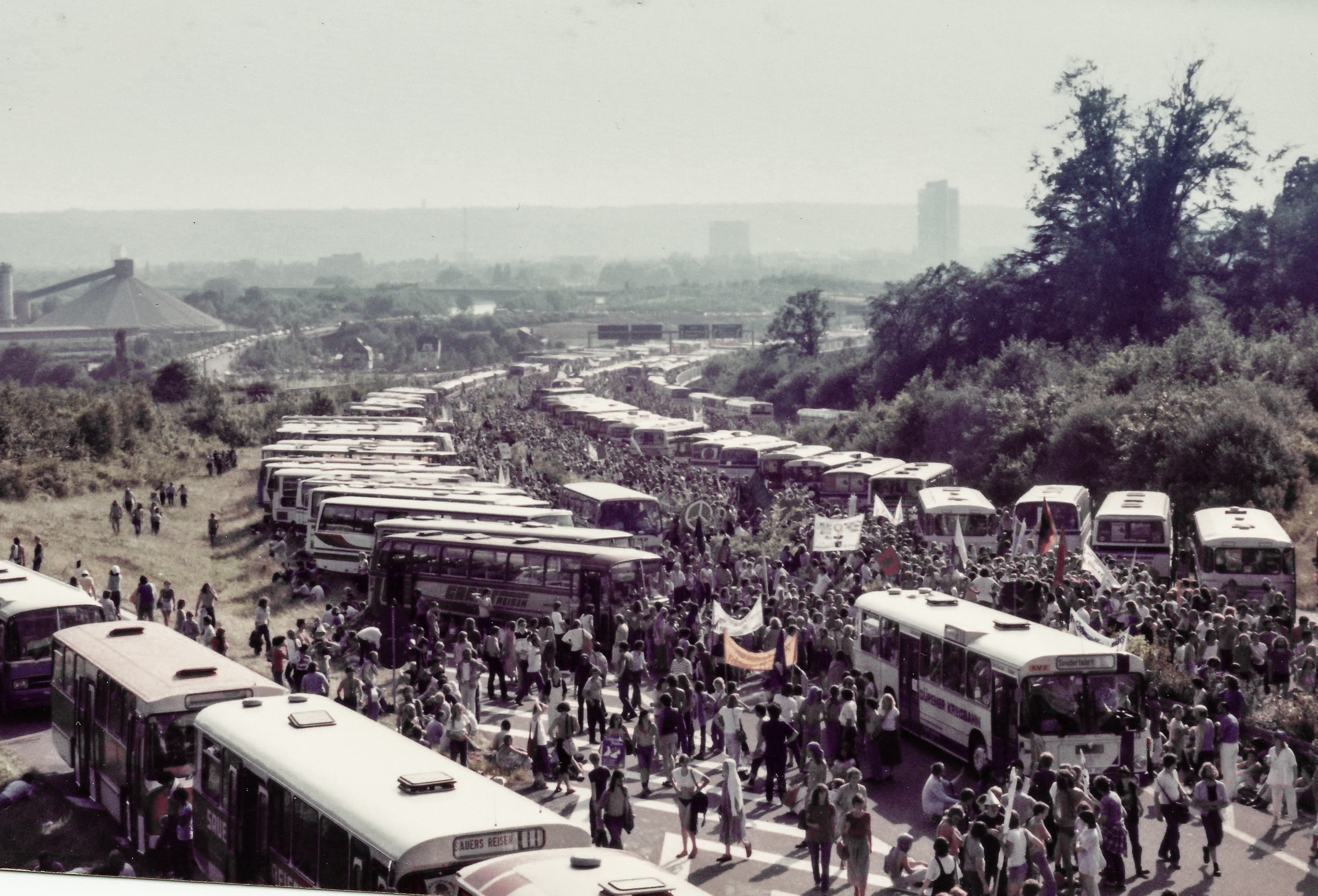
NATO-Protest in Bonn

- Bagdad/Irak: Nach dem Verlust operativ wichtiger Gebiete im Süden des Iran erklärt der Irak im Golfkrieg eine einseitige Waffenruhe. Der Iran folgt diesem Schritt nicht.[16]
- Bonn/Deutschland: An einer erneuten Demonstration gegen den Beschluss zur Aufrüstung des von den Vereinigten Staaten dominierten Militärbündnisses NATO nehmen rund 350.000 Menschen teil. US-Präsident Ronald Reagan befindet sich anlässlich einer NATO-Gipfelkonferenz heute in der Stadt sowie deren Umgebung.[17]
- Los Angeles/Vereinigte Staaten: Die Premiere des Spielfilms E.T. the Extra-Terrestrial über ein auf der Erde vergessenes intelligentes außerirdisches Wesen, das den großen Wunsch hat, „nach Hause“ zu telefonieren, findet im Dome Entertainment Centre statt.[18]

### Freitag, 11. Juni 1982

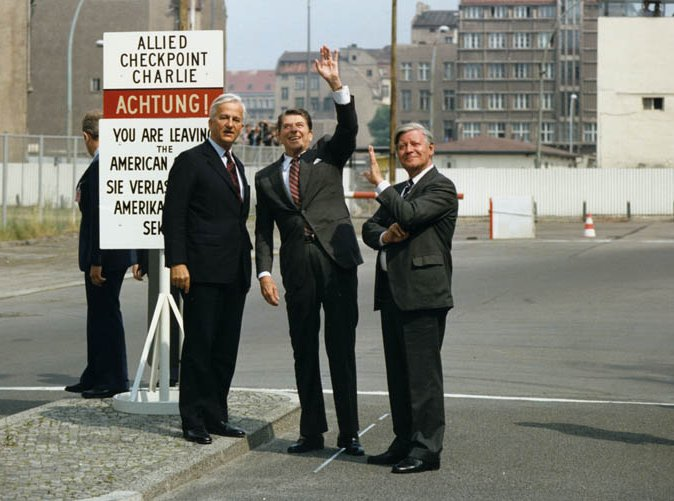
Richard von Weizsäcker, Ronald Reagan, Helmut Schmidt in Berlin-Kreuzberg

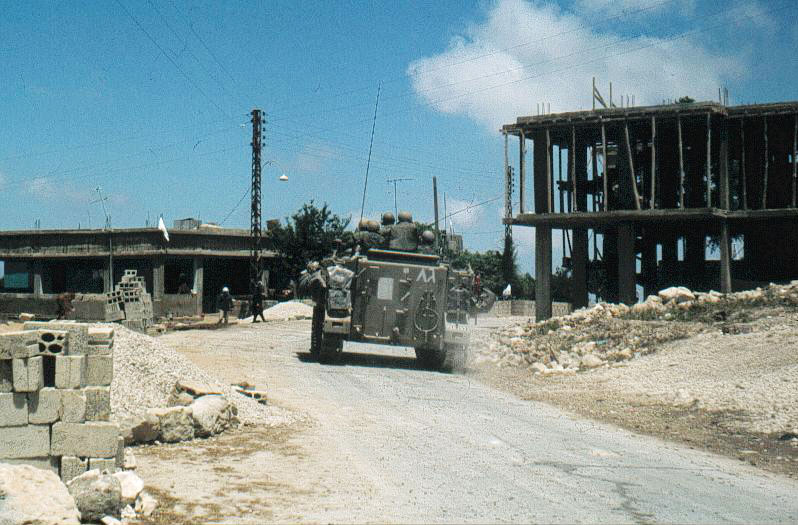
Waffenruhe im Libanon

- Berlin/Deutschland: Auf Einladung des Regierenden Bürgermeisters der Stadt und des Landes Berlin Richard von Weizsäcker lässt sich US-Präsident Ronald Reagan in Beisein von Bundeskanzler Helmut Schmidt am Checkpoint Charlie im Bezirk Kreuzberg die Grenzanlagen der DDR erklären.[19]
- Libanon: Im arabisch-israelischen Konflikt zwischen den Streitkräften Israels und der von Syrien unterstützten Palästinensischen Befreiungsorganisation (PLO) tritt die von den Vereinigten Staaten vermittelte Waffenruhe 12.00 Uhr in Kraft. Neun israelische Divisionen drangen vor wenigen Tagen in den Libanon ein, um Raketenstellungen jenseits der Grenze zu zerstören und dann die PLO in Beirut anzugreifen. Die Waffenruhe gilt nur für israelische und syrische Einheiten.[20]

### Sonntag, 13. Juni 1982

Die Fußball-WM beginnt mit einem Außenseitersieg

- Barcelona/Spanien: Im Eröffnungsspiel der 12. Fußball-Weltmeisterschaft unterliegt die Nationalmannschaft von Argentinien der Vertretung aus Belgien mit 0:1.[21]
- Riad/Saudi-Arabien: Nach dem Tod seines Bruders Chalid am heutigen Tag wird Fahd ibn Abd al-Aziz aus der Dynastie der Saud zum neuen König ernannt. Er will die einseitige Ausrichtung Saudi-Arabiens auf die Erdölindustrie überwinden.[22]

### Montag, 14. Juni 1982
- Falklandinseln: Auf der Inselgruppe, die im argentinischen Sprachgebrauch Islas Malvinas heißt, stellen die Streitkräfte Argentiniens rund zweieinhalb Monate nach ihrer Invasion alle Kampfhandlungen ein. Die Inseln im Atlantik verbleiben unter der Hoheit des Vereinigten Königreichs.[23]

### Donnerstag, 17. Juni 1982
- New York/Vereinigte Staaten: In einer Rede vor der Generalversammlung der Vereinten Nationen reklamiert US-Präsident Ronald Reagan für sein Land den Willen zum Frieden und beschuldigt die Sowjetunion (SU) der Unterstützung von Guerilla-Einheiten und Terroristen weltweit.[24]
- Pretoria/Südafrika: Premierminister Pieter Willem Botha verkündet, dass sein Land so lange den Friedensplan für das Südliche Afrika ignorieren werde, wie Kämpfer aus dem Karibikstaat Kuba an dem so genannten „Stellvertreterkrieg“ in Angola beteiligt sind.[25]

### Freitag, 18. Juni 1982

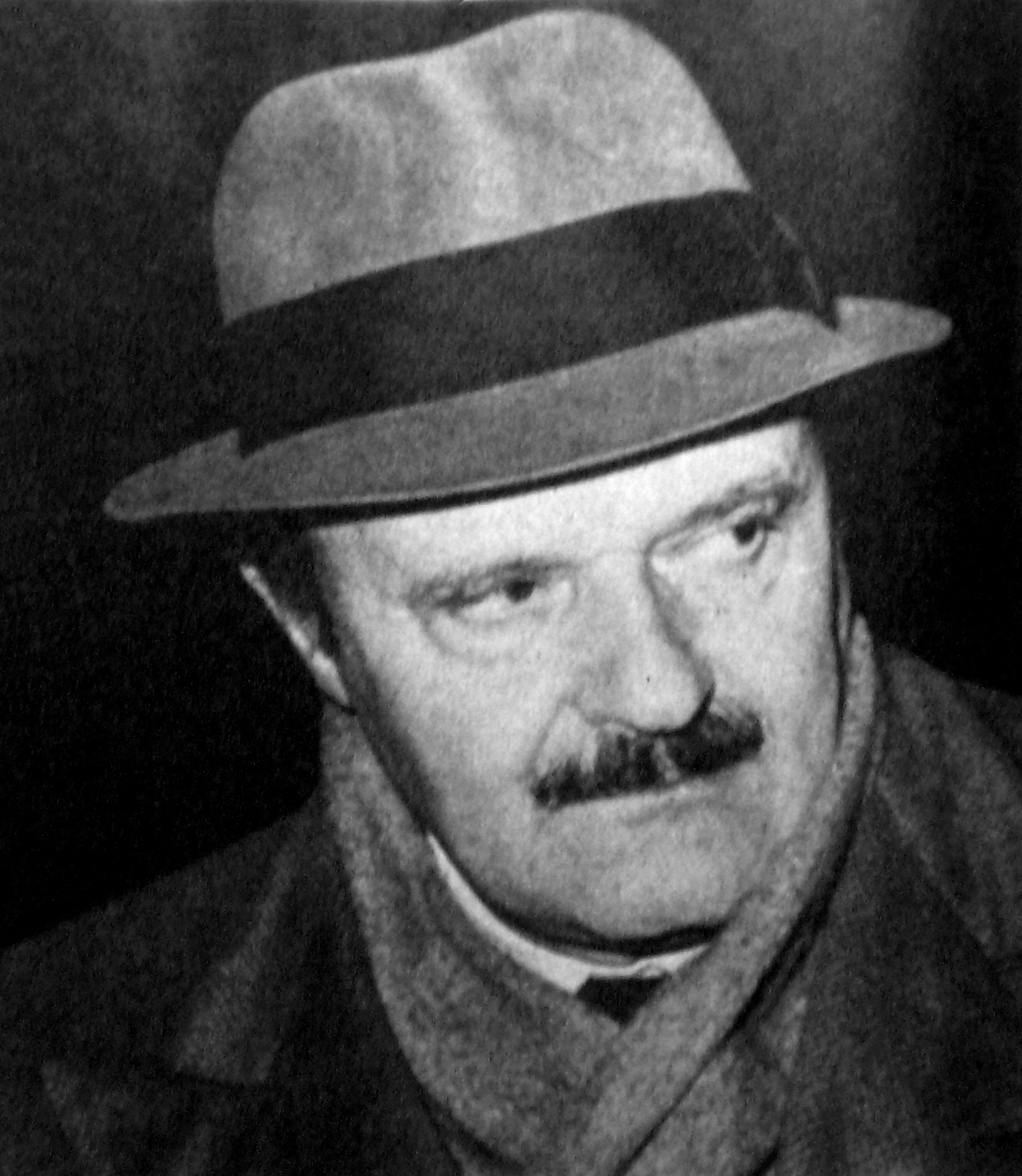
Roberto Calvi

- Buenos Aires/Argentinien: Der diktatorisch regierende De-facto-Präsident Leopoldo Galtieri übernimmt nicht zuletzt wegen der Demonstrationen gegen seine Person in den Straßen des Landes die Verantwortung für den Ausgang des Falklandkriegs gegen das Vereinigte Königreich und stellt alle Aufgaben im Regierungsausschuss der Streitkräfte zur Verfügung. Als Nachfolger wird übergangsweise General Alfredo Saint Jean installiert.[26]
- London/Vereinigtes Königreich: Der italienische Bankier Roberto Calvi wird unter der Blackfriars Bridge erhängt aufgefunden. Er war Präsident der Banco Ambrosiano, auch genannt „die Bank der Priester“, und verließ Italien nach dem Konkursantrag der Bank fluchtartig. 1981 wurde bekannt, dass er über 27 Milliarden Lire ohne Genehmigung ins Ausland transferierte.[27]

### Montag, 21. Juni 1982

Die Edwardskrone, älteste der britischen Königskronen

- Antarktik: Über dem Südlichen Ozean ereignet sich eine partielle Sonnenfinsternis, die in abgeschwächter Form auch vom südlichen Afrika aus beobachtet werden kann.[28]
- London/Vereinigtes Königreich: Charles, Prince of Wales, und Diana, Princess of Wales, präsentieren ihren am gleichen Tag geborenen Sohn William am Eingang des St.-Mary’s-Krankenhauses der Öffentlichkeit. Potentiell ist er, als erstgeborener Sohn des ersten Sohns von Königin Elizabeth II., das künftige Oberhaupt des Commonwealth' of Nations und der kommende Monarch in den Commonwealth Realms.[29]

### Donnerstag, 24. Juni 1982

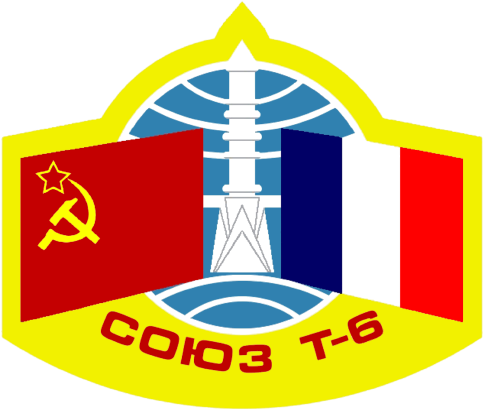
Emblem der Sojus T-6

- Leninsk/Sowjetunion: Die Mission Sojus T-6 bringt mit dem Franzosen Jean-Loup Chrétien von der nationalen französischen Weltraumorganisation CNES den ersten Westeuropäer ins Weltall.[30]

### Freitag, 25. Juni 1982
- Klagenfurt/Österreich: Der Schweizer Schriftsteller Jürg Amann gewinnt mit dem Text Rondo den Ingeborg-Bachmann-Preis 1982.[31]

### Samstag, 26. Juni 1982
- Berlin/Deutschland: Bei der Verleihung des Deutschen Filmpreises wird die Schauspielerin Barbara Sukowa doppelt mit dem Filmband in Gold ausgezeichnet, jeweils für ihre darstellerische Leistung in Die bleierne Zeit und in Lola.[32]

### Montag, 28. Juni 1982
- Mosyr/Sowjetunion: Ein Flugzeug vom Typ Jakowlew Jak-42 der Fluggesellschaft Aeroflot wird auf dem Flug von Leningrad nach Kiew über Weißrussland wegen eines Defekts am Höhenleitwerk manövrierunfähig und stürzt ab. Alle 132 Insassen verlieren ihr Leben.[33]

### Mittwoch, 30. Juni 1982
- Salzgitter/Deutschland: Das Eisenerz-Bergwerk „Grube Haverlahwiese“ stellt die Förderung ein. Es war das letzte Rohstoff fördernde Unternehmen der Vorleistungsgüterindustrie im niedersächsischen Revier Peine-Salzgitter, welches damit bis auf Weiteres der Geschichte angehört.[34]
- Washington, D.C./Vereinigte Staaten: Die Frist zur Anerkennung des „Equal Rights Amendments“ zur Verfassung der Vereinigten Staaten verstreicht am Ende des heutigen Tages, ohne dass der Artikel zur nationalen Rechtsnorm erhoben werden kann. Sein Text lautet: „Männer und Frauen sollen in den Vereinigten Staaten und überall, wo US-Recht gilt, gleiche Rechte haben.“ 35 Einzelstaaten erkennen den Artikel an, doch notwendig sind 38, um das Quorum von 75 % der Staaten zu erreichen.[35]

## Weblinks

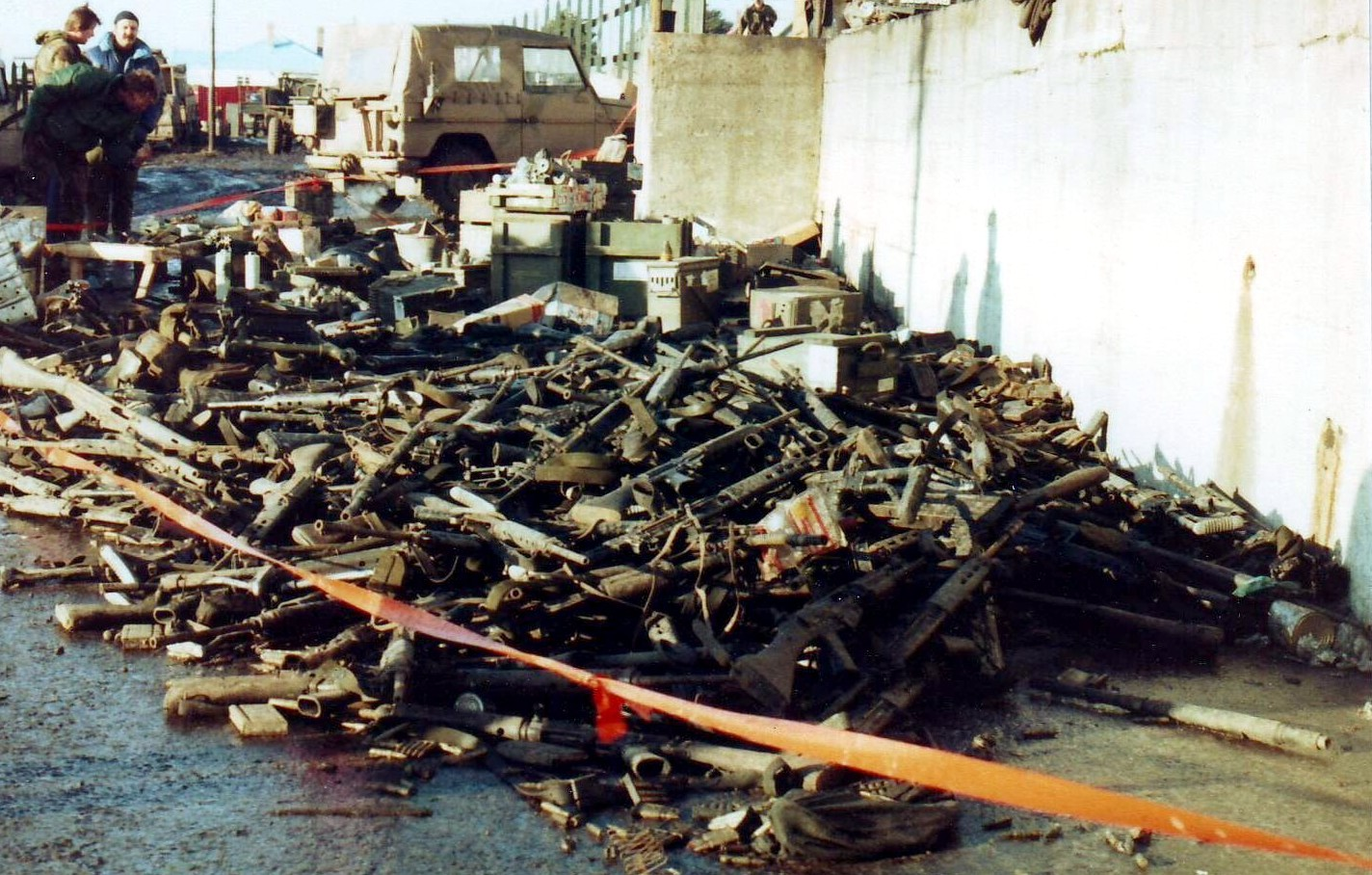
Falkland-Inseln im Juni 1982